# Кахареті
Кахареті (груз. კახარეთი) — село в Грузії.
За даними перепису населення 2014 року в селі проживає 285 осіб.